# Тео Хатчкрафт
Те́о Девід Ха́тчкрафт (англ. Theo David Hutchcraft; народився 30 серпня 1986, Йоркшир, Англія) — англійський музикант, вокаліст гурту Hurts.

## Біографія
Тео народився 30 серпня 1986 у графстві Йоркшир. Закінчив школу у Річмонді, університет у Салфорді.

## Рейтинги

### Підсумкові рейтинги за рік
| Рік  | Рейтинг                                                              | Номінатор | Позиція |
| ---- | -------------------------------------------------------------------- | --------- | ------- |
| 2010 | 50 найстильніших чоловіків Великої Британії на думку читачів журналу | GQ        | 23      |
| 2010 | 75 найкрутіших музикантів за версією редакції журналу                | NME       | 18      |
| 2011 | Найгарячіший музикант (вибір читачів) (#)                            | NME       | 7       |

## Цікаво
Гурт Hurts зняли в Києві два кліпи, один на пісню Wings, режисером якого стала кліпмейкер Доун Шатфорд, а також на сингл їх четвертого альбому пісню Beautiful Ones, виробництвом кліпу займалась українська компанія Radioaktive Film.

## АльбомиHurts
- Happiness (2010)
- Exile (2013)
- Surrender (2015)
- Desire (2017)
- Faith (2020)